# Хромозом 8 (човек)
Хромозом 8 је аутозомни хромозом осми по величини у хуманом кариотипу и припада групи С. Изграђен је од 155 милиона парова база ДНК што чини 4,5 до 5% укупне количине ДНК ћелији. Према положају центромере припада субметацентричним хромозомима.

## Аберације
Тризомија хромозома 8 откривена је тек после примене технике трака пошто се до тада није знало који од хромозома из групе С је тризомичан. У светској литератури описано је око 100 случајева ове тризомије.
Најчешће се јавља у мозаичној форми па зато фенотип особа варира зависно од тога која ћелијска линија, нормална или аберантна, доминира.
Најчешћа клиничка слика особе са тризомијом је следећа:
- умерена умна заосталост
- конкомитантни страбизам
- клинодактилија
- дефекти скелета.

## Мапирани гени и болести
Гени на хромозому 8 узрокују следећа болести и поремећаје:
- прогресивна  епилепсија са ретардацијом
- општа алопеција
- скорбут
- спастична параплегија, аутозомно-рецесивна
- моноцитна леукемија
- retinitis pigmentosa
- атаксија са недостатком витамина Е
- ахроматопсија
- карцином дебелог црева
- Zellwegwrov синдром
- Refsumova болест
- Non-Hodgkin синдром
- Cohen синдром
- Ротмунд-Томсонов синдром
- Langer-Giedion синдром
- Burkittov лимфом
- струма, неендемска
- спатична параплегија
- алдостеронизам
- сфероцитоза
- хипотрихоза
- хемолитичка анемија